# Eurystauridia iphis
Eurystauridia iphis är en fjärilsart som beskrevs av Sergius G. Kiriakoff 1968. Eurystauridia iphis ingår i släktet Eurystauridia och familjen tandspinnare. Inga underarter finns listade i Catalogue of Life.